# Снук (Тексас)
Снук (енгл. Snook) град је у америчкој савезној држави Тексас. По попису становништва из 2010. у њему је живело 511 становника.

## Демографија
Према попису становништва из 2010. у граду је живело 511 становника, што је 57 (10,0%) становника мање него 2000. године.
| Група             | 2000.       | 2010.       |
| Белци             | 387 (68,1%) | 320 (62,6%) |
| Афроамериканци    | 120 (21,1%) | 120 (23,5%) |
| Азијати           | 1 (0,2%)    | 1 (0,2%)    |
| Хиспаноамериканци | 59 (10,4%)  | 64 (12,5%)  |
| Укупно            | 568         | 511         |